# ツワブキ属
ツワブキ属（ツワブキぞく、学名：Farfugium、和名漢字表記：石蕗属）は、キク科キク亜科の属の1つ。

## 特徴
常緑の多年草。根出葉は花時にも生存し、ロゼット状になる。根出葉は花がつぼみ時には葉身が内局して密に軟毛が生える。成長すれば、葉の表面は毛が無くなり、独特の光沢があり、裏面には軟毛があり灰白色になる。葉柄は長く、基部は茎を完全に取り巻いて葉鞘になる。茎につく葉は小さく苞状になる。頭花は散房花序につき、花は黄色、頭花の周囲には雌性の舌状花が1列に並び、中央には両性の筒状花が多数つき、いずれも稔性があり、果実をつくる。葯の下部は2裂し、裂片は線形になる。花柱分枝の先端は円頭になり、短毛がある。総苞は筒形で、総苞片は1列で12個内外あり、総苞基部に小型の苞がつく。果実は円柱形の痩果で密毛がある。冠毛は汚褐色または雪白色をし、不等長になる。

## 分布
本州、四国、九州、琉球諸島、台湾、朝鮮半島南部、中国大陸（南部および中部）に2種が分布する。東アジアに固有な植物群である。

## 種
- ツワブキ Farfugium japonicum (L.) Kitam.[4] - 葉は厚く、濃緑色で光沢があり、葉身は腎心形で縁は全縁か不ぞろいな微鋸歯がある。高さ30-80cmになる。花期は10-12月。海岸の岩礫地や崖に生育する。本州（太平洋側では福島県以南、日本海側では石川県以南）、四国、九州、琉球諸島、朝鮮半島南部、台湾、中国大陸（南部および中部）に分布する[1]。
  - オオツワブキ（別名、オオバノツワブキ） Farfugium japonicum (L.) Kitam. var. giganteum (Siebold et Zucc.) Kitam.[5] - 全体が大型の変種。高さは1mになる。花期は12-1月。長崎県男女群島の海岸の岩礫地に生育する[1]。
  - リュウキュウツワブキ（別名、クニガミツワブキ）[1] Farfugium japonicum (L.) Kitam. var. luchuense (Masam.) Kitam.[6] - 葉身は扇形から腎形、掌状に分裂して裂片が欠刻状になるか縁が浅裂する。花期は11-2月。奄美大島、沖縄島、西表島、石垣島に分布し、渓流沿いに生育する渓流植物[1]。準絶滅危惧(NT)（2017年、環境省）。
  - タイワンツワブキ Farfugium japonicum (L.) Kitam. var. formosanum (Hayata) Kitam.[7] - 台灣山菊（中国語）参照。
- カンツワブキ Farfugium hiberniflorum (Makino) Kitam.[8] -　葉は薄く、葉身は卵状心形で縁は粗い重鋸歯がある。高さ25-42cmになる。花期は9-12月。屋久島、種子島に分布し、暖帯林の林下に生育する[1]。

この他、ツワブキとカンツワブキの雑種と推定されるヤクシマツワブキ（別名、ヤクシマカンツワブキ）が知られている。屋久島と種子島に分布する。

## 名前の由来
属名 Farfugium は、ラテン語でユーラシア原産の帰化種であるキク科フキタンポポ Tussilago farfara の古名からきている。そのもとは、 farius（列） +  fugus（駆除） から。